# Kanton Saint-Thégonnec
Kanton Saint-Thégonnec (fr. Canton de Saint-Thégonnec) je francouzský kanton v departementu Finistère v regionu Bretaň. Skládá se z pěti obcí.

## Obce kantonu
- Le Cloître-Saint-Thégonnec
- Loc-Eguiner-Saint-Thégonnec
- Pleyber-Christ
- Plounéour-Ménez
- Saint-Thégonnec